# Институт „Карл Густав Юнг“
Институт „Карл Густав Юнг“ е образователен и научен институт в Швейцария, кантон Цюрих, гр. Кюснахт (Küsnacht).
Учреден е през 1948 година от психиатъра Карл Густав Юнг, основател на аналитичната психология (позната още като Юнгианска психология).
Институтът е създаден да води обучение и изследвания по аналитична психология и психотерапия. Юнг ръководи института до смъртта си през 1961 г.
Библиотеката на института съдържа около 15 000 книги и периодични издания, свързани с юнгианската психология.
Съществуват няколко други организации по света със същото име, например в Лос Анджелис.